# Independentisme sicilià

Bandera del Moviment Independentista Sicilià

L'independentisme sicilià és l'aspiració de diferents partits polítics i agents socials sicilians per aconseguir la independència de Sicília de l'estat italià. L'independentisme forma part d'un moviment més ampli, el nacionalisme sicilià, que consisteix en un seguit de corrents que cerquen més autonomia o la independència de Sicília, així com la promoció de la identitat siciliana, la seva cultura, història i la seva llengua.

## Història
El setembre del 1942 va aparèixer un moviment anomenat Comitè per la Independència de Sicília (Comitato per l'Indipendenza della Sicilia, CIS), que prenia com a referència les Vespres Sicilianes. D'aquest germen en sortiria el primer partit pròpiament independentista sicilià, el Moviment Independentista Sicilià (en italià: Movimento Indipendentista Siciliano, MIS), actiu a l'illa entre el 1943 i el 1951. El seu millor resultat electoral es va produir el 1947, quan va obtenir un 8.8% dels vots en les eleccions de Sicília i va aconseguir nou diputats.
Paral·lelament, també es va crear l'EVIS, sigles de l'Esercito Volontario per l'Indipendenza della Sicilia, grup armat fundat a Catània el febrer de 1944 per Antonio Canepa, i que pretenia aconseguir la independència de l'illa mitjançant la guerra de guerrilles. El desembre de 1945 va patir una gran derrota a San Mauro, morint la majoria dels seus líders, provocant que el moviment es reduís a grups marginals. Finalment, l'EVIS va desaparèixer el 1950.
El novembre de 2016 es va crear el Moviment Nacional Sicilià (en italià: Movimento Nazionale Siciliano, MNS), una coalició de partits que finalment es va fundar oficialment el gener de 2017. Els seus membres fundadors van ser Nació Siciliana (SN), el Moviment Independentista Sicilià (MIS) i el Front Nacional Sicilià (FNS)). Aquesta coalició va donar suport a Gaetano Armao, líder del SN, a la presidència de Sicília durant les eleccions de Sicília de 2017. Aquell estiu Armao, amb el suport del MNS, va liderar una llista encara més àmplia, anomenada Unió dels Sicilians Indignats (Unione dei Siciliani Indignati, USI), rebent el suport de Silvio Berlusconi i Forza Italia (FI).